# JAC J3
JAC J3 — легковий передньопривідний автомобіль із кузовом седан і хетчбек, що виготовляється з 2009 року китайською компанією JAC.
JAC J3 комплектується бензиновим двигуном об'ємом 1,3 л, потужністю 93—99 к. с.
Дизайн моделі був розроблений італійською компанією Pininfarina.
З 2011 року виготовляється кросовер JAC J3 Cross. У тому ж році JAC J3 виготовляється в Росії на заводі ТагАЗ під назвою Таґаз С10 (англ. Tagaz C10).
У 2013 році представлено оновлену модель JAC J3.

## JAC iEV4
У 2014 році на основі J3 розроблено електромобіль JAC iEV4. Рушійна сила в iEV4 — 13-кіловатний електромотор (170 Н·м) разом із блоком літієво-іонних батарей потужністю 19,2 кВт·год. На одній зарядці седан здатний проїхати до 160 км при максимальній швидкості 95 км/год і до 200 км за умови, що швидкість не буде перевищувати 60 км/год. Зарядити акумулятор можна двома способами: від звичайної побутової мережі за 8 годин, або за допомогою спеціального зарядного пристрою — за 2,5 години.

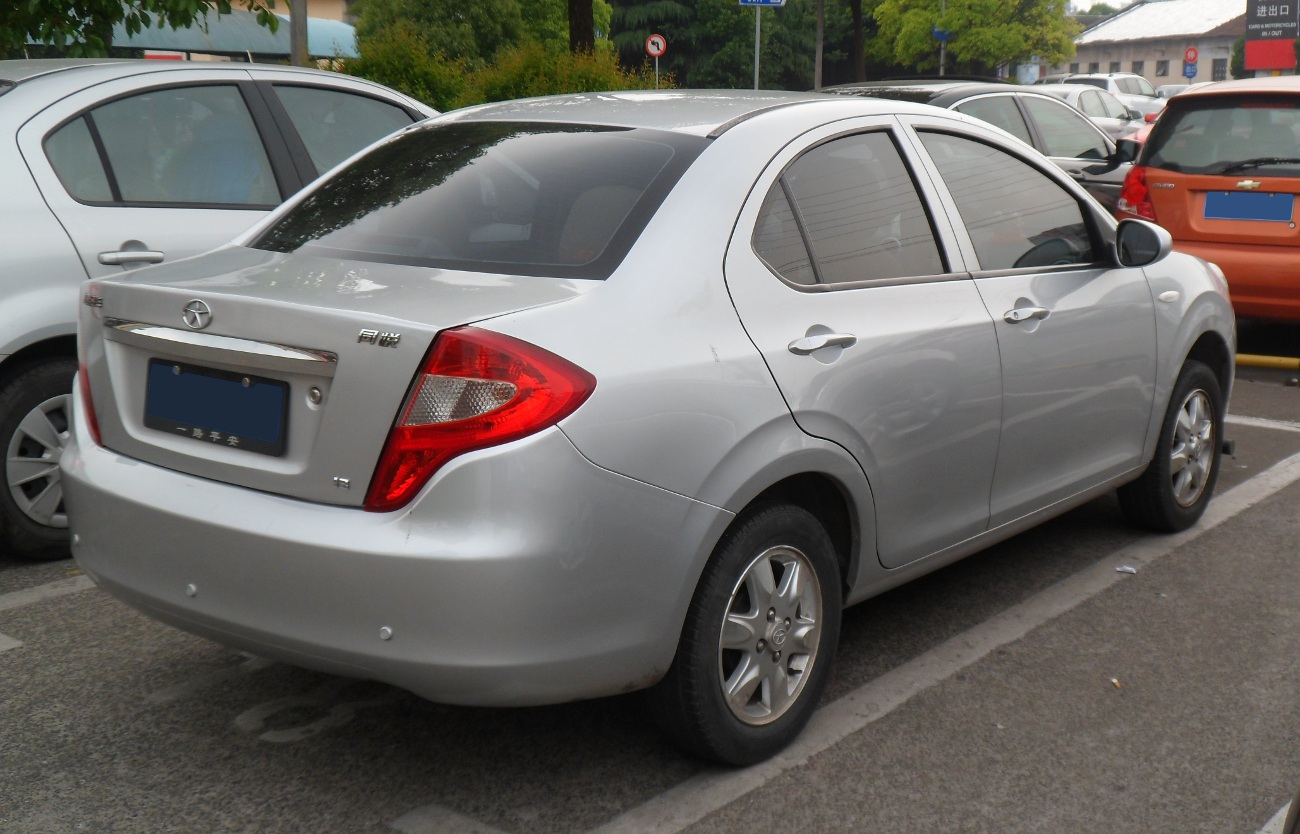
JAC J3
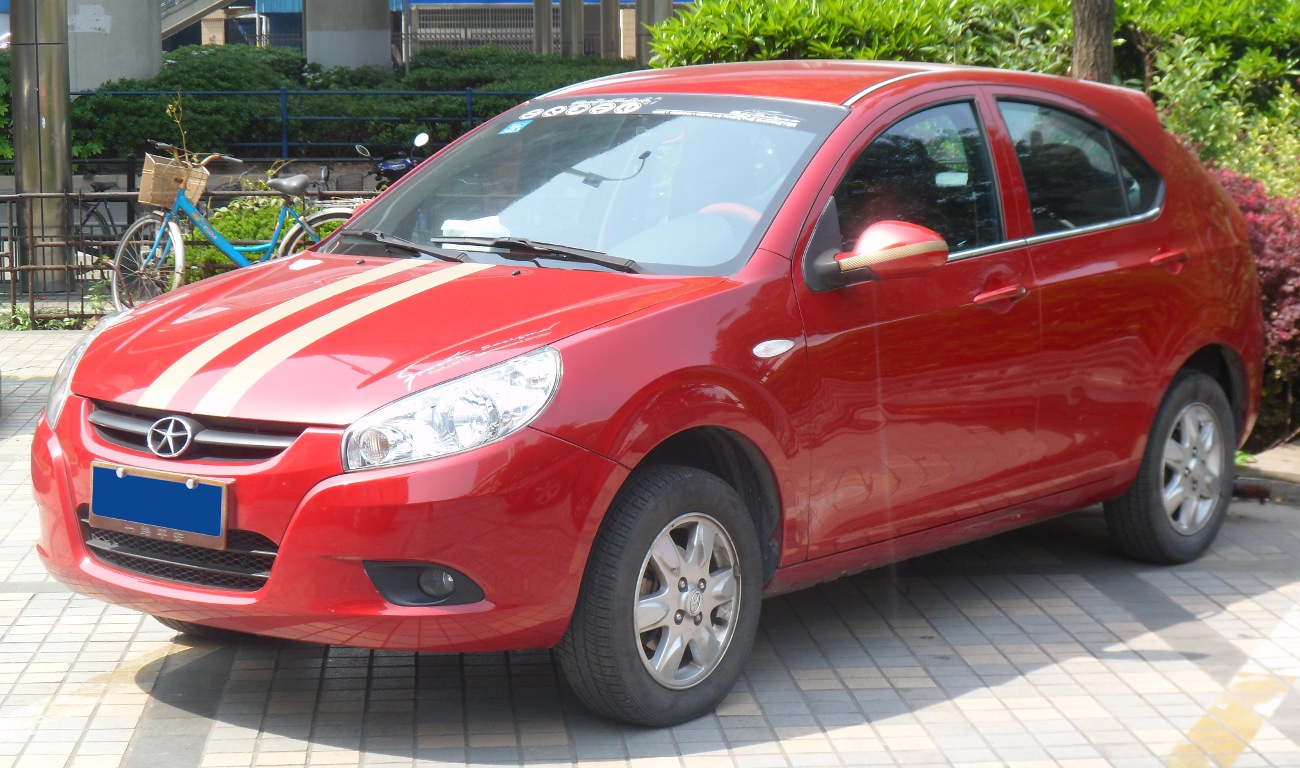
JAC J3 хетчбек
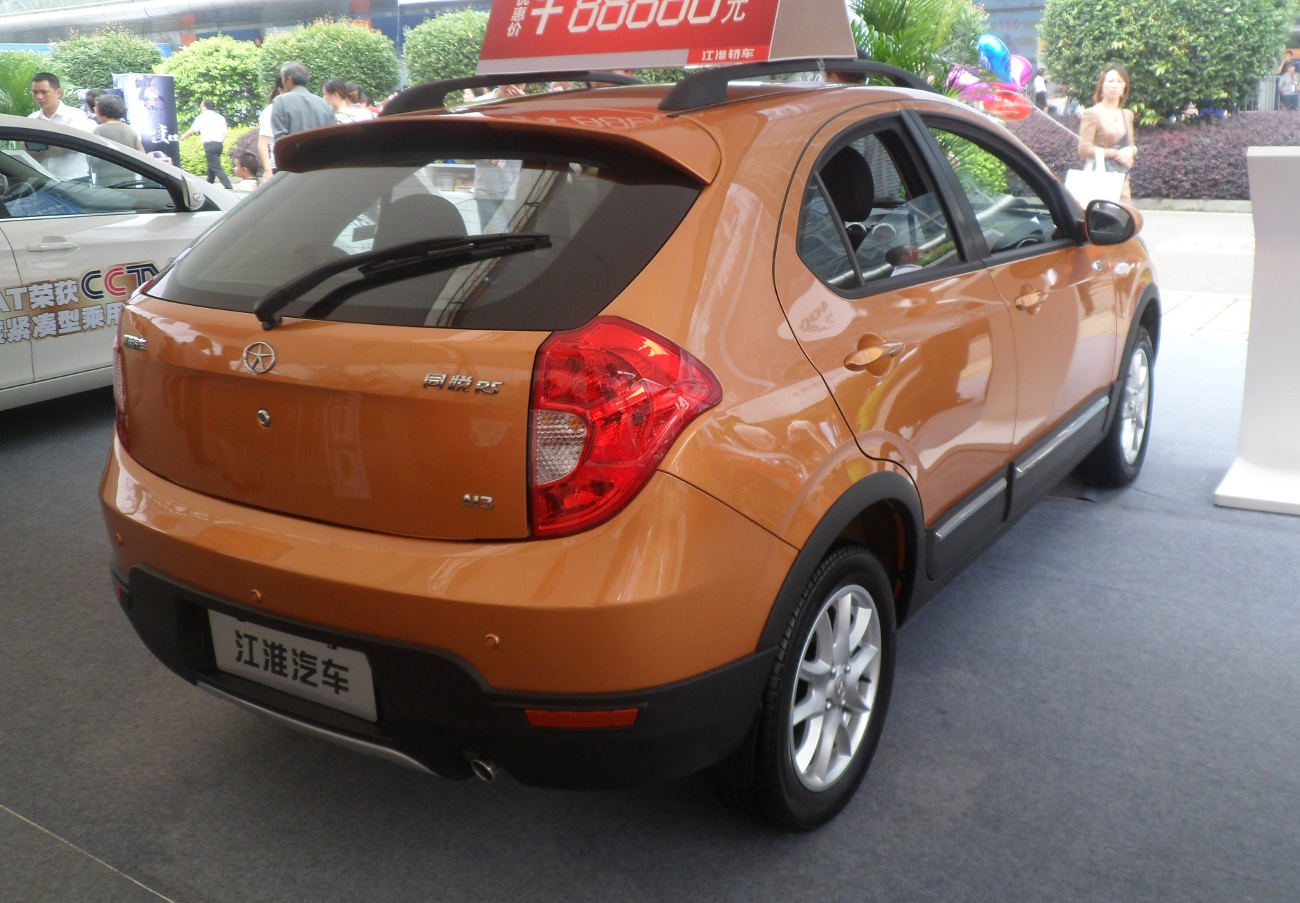
JAC J3 Cross
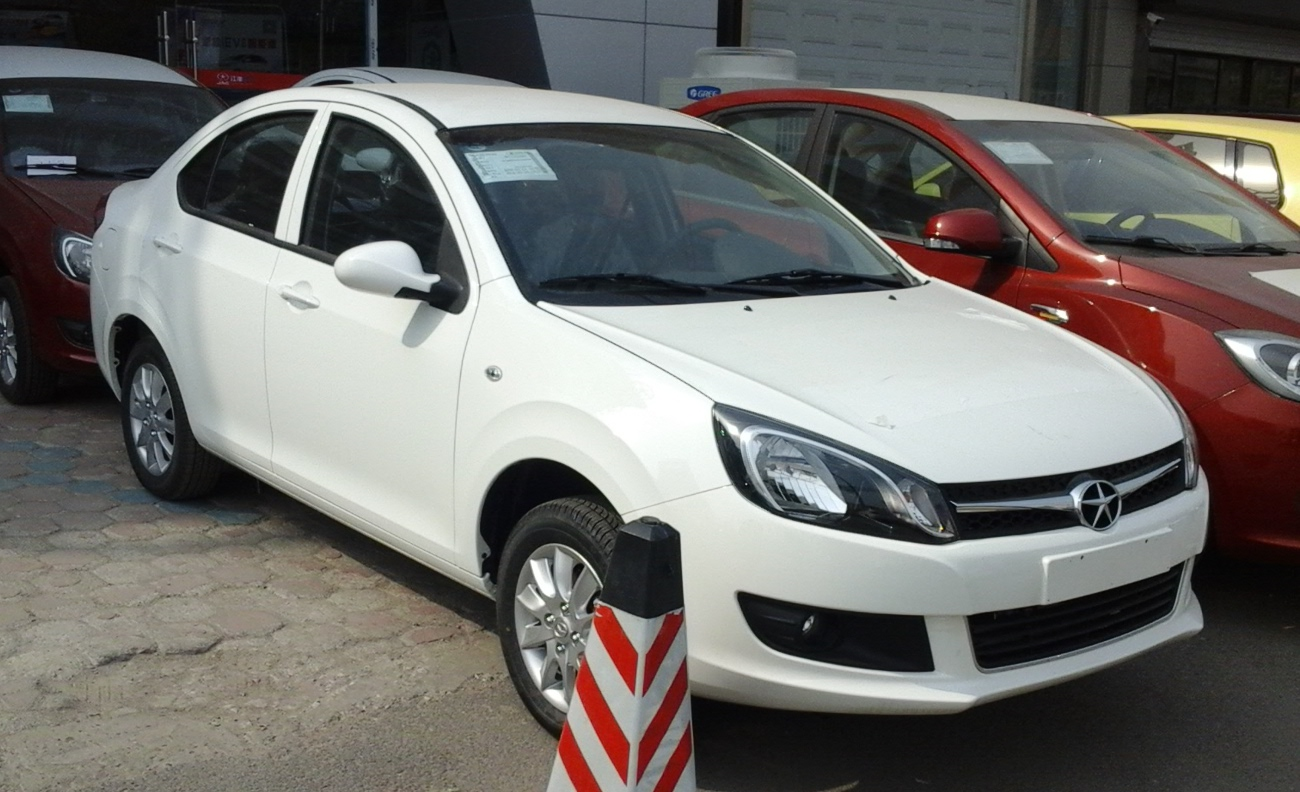
JAC iEV4